# Thomas Böttche
Thomas Böttche (* 14. Februar 1965) ist ein ehemaliger deutscher Fußballspieler.

## Karriere
Böttche absolvierte von 1987/88 bis 1997/98 insgesamt 332 Spiele für den SV Meppen in der 2. Bundesliga und erzielte dabei elf Tore.
In der Liste der Rekordspieler der 2. Bundesliga liegt er als vierter Spieler des SV Meppen nach Andreas Helmer (411 Einsätze), Carsten Marell (380) und Robert Thoben (359) auf Rang 14. Nach seinem Karriereende war Böttche zeitweise Trainer des Verbandsligisten TuS Lingen 1910 e. V. und arbeitet seit mehreren Jahren als selbständiger Kaufmann in Lingen (Ems).